# Claudia Larochelle
Claudia Larochelle (née en 1978) est une journaliste, animatrice et écrivaine québécoise. Après une formation collégiale en théâtre, un baccalauréat en journalisme et une maîtrise en création littéraire, elle intervient comme chroniqueuse culturelle pour le défunt Rue Frontenac et fait des apparitions dans plusieurs médias, notamment à Radio-Canada.
Depuis l'automne 2012, elle anime LIRE, un magazine littéraire diffusé sur ARTV. Elle est aussi chroniqueuse culturelle sur les ondes du 98,5 FM et signe des articles dans de nombreuses publications.
Elle est l'auteure de Les bonnes filles plantent des fleurs au printemps. Elle a codirigé, avec Elsa Pépin, la publication Amour & libertinage par les trentenaires d'aujourd'hui.
Elle a touché à l'enseignement et à la littérature jeunesse, ayant notamment collaboré au recueil Premières amours publié aux éditions La Courte Échelle,. À l'automne 2014, elle a publié le roman Les îles Canaries dans la série Vol 459, projet des éditions VLB.
Depuis 2015, elle est porte-parole de l'organisme Vues et Voix, qui produit des livres audio pour les personnes malvoyantes ou ayant des difficultés de lecture.
Elle est membre de l’Union des écrivaines et des écrivains québécois (UNEQ), de la Fédération professionnelle des journalistes du Québec (FPJQ), ainsi que de l’Académie canadienne du cinéma et de la télévision.
Elle est membre du comité littéraire de trois personnes, qui développera, planifiera et coordonnera les activités littéraires en Allemagne entourant la présence du Canada à titre d’invité d’honneur à la Foire du livre de Francfort en 2020, "Canada FBM2020".
Depuis 2021, elle est l'animatrice de la série Claudia à la page, une émission littéraire diffusée sur les ondes de Savoir média.
Participation au 37e Salon du livre de Trois-Rivières qui aura lieu du 27 au 30 mars 2025.